# The Human Duplicators
The Human Duplicators is een Amerikaanse film uit 1965. De film werd geproduceerd door het onafhankelijke bedrijf Woolner Brothers Pictures Inc.. De regie was in handen van Hugo Grimaldi.

## Verhaal
Een alien wordt door zijn ras naar de aarde gestuurd om deze te veroveren door middel van het „kopiëren” van mensen. Op deze manier moet hij een leger van zombies maken. Hij krijgt echter gevoelens voor een aardse vrouw waardoor hij gaat twijfelen aan zijn missie.
| Acteur          | Personage               |
| --------------- | ----------------------- |
| George Nader    | Glenn Martin            |
| Dolores Faith   | Lisa Dornheimer         |
| Richard Kiel    | Dr. Kolos               |
| George Macready | Prof. Vaughn Dornheimer |
| Hugh Beaumont   | Austin Welles           |
| Barbara Nichols | Gale Wilson             |
| John Indrisano  | Thor, the butler        |
| Ted Durant      | The Galaxy Master       |

## Achtergrond
De film werd bespot in de cultserie Mystery Science Theater 3000.